# Euphrasie Kandeke
Euphrasie Kandeke est une femme politique burundaise. Elle est nommée ministre de la condition féminine par Jean-Baptiste Bagaza en Novembre 1982 , . Elle sert aux côtés de Caritas Mategeko Karadereye (en), qui à l'époque était la Ministre des Affaires sociales; les deux sont les premières femmes à servir dans le cabinet burundais,. Elle reste à son poste jusqu'au 3 Septembre 1987. Elle est également Secrétaire Générale de l'Union des Femmes Burundaises(U.F.B) de Janvier 1977 à Septembre 1987 et membre du bureau politique de l'Union pour le progrès national durant sa carrière. Kandeke est une Tutsi.